# Packetized elementary stream
Packetized Elementary Stream (PES) je specifikace v MPEG-2 Část 1 (Systémy) (ISO/IEC 13818-1) a ITU-T H.222.0, která definuje přenos elementárních proudů (obvykle výstupu z audio nebo video kodéru) v paketech v rámci MPEG programových proudů a MPEG transportních proudů. Elementární proud je paketizován zapouzdřením posloupnosti datových bajtů z elementárního proudu do PES paketů s hlavičkmi.
Při přenosu elementárního proudu z video nebo audio kodéru se obvykle z dat elementárního proudu nejprve vytvoří PES pakety, které se pak zapouzdří do paketů transportního proudu (TS) nebo paketů programového proudu (PS). TS pakety mohou pak být multiplexovány a televizním vysílačem DVB nebo ATSC jsou odvysílány v podobě rádiových vln.
Jak transportní proudy tak programové proudy jsou logicky zkonstruované z PES paketů. PES pakety se používají pro převod mezi transportními proudy a programovými proudy. V některých případech je třeba PES pakety při provádění těchto převodů upravovat. PES pakety mohou být mnohem větší než pakety transportního proudu.

## Hlavička PES paketu
| Název                  | Velikost                    | Popis |
| ---------------------- | --------------------------- | --- |
| Předpona paketu        | 3 bajty                     | 0x000001 |
| Stream id              | 1 bajt                      | 0xC0-0xDF pro audio proudy, 0xE0-0xEF pro video proudy |
|                        |                             | Poznámka: Výše uvedené 4 bajty jsou označovány 32bitové synchronizační slovo (anglicky start code). |
| Délka PES paketu       | 2 bajty                     | Udává počet bytů v paketu za tímto polem. Může mít nulovou hodnotu, pak PES paket může mít libovolnou délku. Nulovou hodnotu lze použít, pouze pokud datové pole PES paketu je elementární video proud. |
| Nepovinné hlavičky PES | proměnná délka (délka >= 3) | Pro výplňkový proud a soukromý proud 2 (navigační data) není použito |
| Data                   |                             | Viz elementární proud. Pro soukromé proudy udává první bajt datového pole číslo podproudu. |

### Nepovinné hlavičky PES
| Název                     | Počet bitů     | Popis |
| ------------------------- | -------------- | --- |
| Marker bits               | 2              | 10 binárně tj. 0x2 šestnáctkově |
| Scrambling control        | 2              | 00 znamená bez šifrování |
| Priority                  | 1              | |
| Data alignment indicator  | 1              | 1 znamená, že za hlavičkou PES paketu okamžitě následuje video start code nebo audio syncword                                                                             |
| Copyright                 | 1              | 1 pro obsah chráněný autorskými právy |
| Original or Copy          | 1              | 1 znamená originál, 0 kopii |
| PTS DTS indicator         | 2              | 11 = přítomné PTS (časová značka pro prezentaci) i DTS (časová značka pro dekódování), 01 = nepovolená kombinace, 10 = přítomné pouze PTS, 00 = PTS ani DTS není přítomné |
| ESCR flag                 | 1              | |
| ES rate flag              | 1              | |
| DSM trick mode flag       | 1              | |
| Additional copy info flag | 1              | |
| CRC flag                  | 1              | |
| rozšíření flag            | 1              | |
| PES header length         | 8              | udává délku zbytku PES hlavičky v bajtech |
| Optional fields           | proměnná délka | přítomnost nepovinných polí je určena výše uvedenými příznaky |
| Stuffing bytes            | proměnná délka | výplňkové bajty 0xff |

Hodnoty v nepovinných polí jsou různě kódovány, např. každá z 33bitových hodnot PTS a DTS (časové značky v 1/90000 sekundy) je zakódována do 5 bajtů (40 bitů), tak že první 4 bity jsou 0010 pro PTS, pokud není použito DTS; 0011 pro PTS, pokud je použito i DTS a 0001 pro DTS, následují nejvyšší 3 bity hodnoty PTS nebo DTS, bit s hodnotou 1, 15 bitů PTS nebo DTS, bit s hodnotou 1 a 15 nejméně významných bitů PTS nebo DTS. Ostatní nepovinné hodnoty jsou kódovány podobným způsobem, ale jinak.